# 아람어
아람어(ארמית / ܐܪܡܝܐ 아라마야 / 아라미트)는 한때 시리아, 메소포타미아에서 기원전 500년경부터 기원후 600년 무렵까지 고대 오리엔트 지역의 국제어로 사용되었으며, 아프로아시아어족의 셈어파의 북서셈어군에 속하는 언어이다. 고대에는 아람 문자로 표기했으나, 현재는 아람 문자에서 파생된 시리아 문자를 쓴다.
기원전 1000년 전후에 아라비아 반도에서 출현한 아람인은 메소포타미아, 시리아 전역에 침투하여, 아람어는 그에 따라 화자 인구와 그 활동 범위를 한꺼번에 확대했다. 그 후 계속 아시리아, 신 바빌로니아, 아케메네스조 페르시아 등의 대제국에서도 아람어가 국제적인 공용어로 사용되었다. 이러한 고대 아람어 연구는 아시리아학의 기초가 되었다. 또한 갈릴리 지방에서 생활하였던 예수가 사용한 언어라고 한다.
중세에 사용이 쇠퇴하여 오늘날에는 시리아 정교회의 전례 언어로만 남아 있는 시리아어가 대표적이나, 시리아와 이라크에 걸쳐 사는 아시리아인들은 아직도 신아람어로 불리는 현대 아람어 방언들을 일상 언어로 사용하는 경우가 있다. 정확하게 쓰이는 아람어는 이미 현존하지 않은 오래전의 역사이다.

## 아람어의 방언
서방파방언에는 타나크의 아람어나 사마리아어, 예수가 쓰던 크리스트 팔레스티나 아람어 등이 있는데, 시리아와 레바논의 일부에서는 현재도 쓰이고 있다.
동방파방언에는 바빌로니아 탈무드, 시리아어·만다야어 등이 있고, 현재도 아르메니아나 메소포타미아, 중동의 일부에서 쓰인다.

## 제국 아람 알파벳
프란츠 로젠탈(독일어: Franz Rosenthal)은 A Grammar of Biblical Aramaic에서 기원전 5세기에 이집트에서 사용된 알파벳을 다음과 같이 기술하였다.
| 글자 이름 | 글자 형태 | 히브리 문자 | 시리아 문자 | 음값            |
| --------- | --------- | ----------- | ----------- | --------------- |
| Ālaph     |           | א           | ܐ           | /ʔ/; /aː/, /eː/ |
| Bēth      |           | ב           | ܒ           | /b/, /v/        |
| Gāmal     |           | ג           | ܓ           | /ɡ/, /ɣ/        |
| Dālath    |           | ד           | ܕ           | /d/, /ð/        |
| Hē        |           | ה           | ܗ           | /h/             |
| Waw       |           | ו           | ܘ           | /w/; /oː/, /uː/ |
| Zain      |           | ז           | ܙ           | /z/             |
| Ḥēth      |           | ח           | ܚ           | /ħ/             |
| Ṭēth      |           | ט           | ܛ           | emphatic /tˁ/   |
| Yudh      |           | י           | ܝ           | /j/; /iː/, /eː/ |
| Kāph      |           | כ ך         | ܟܟ          | /k/, /x/        |
| Lāmadh    |           | ל           | ܠ           | /l/             |
| Mim       |           | מ ם         | ܡܡ          | /m/             |
| Nun       |           | נ ן         | ܢܢ ܢ        | /n/             |
| Semkath   |           | ס           | ܣ           | /s/             |
| ‘Ē        |           | ע           | ܥ           | /ʕ/             |
| Pē        |           | פ ף         | ܦ           | /p/, /f/        |
| Ṣādhē     | ,         | צ ץ         | ܨ           | emphatic /sˤ/   |
| Qoph      |           | ק           | ܩ           | /q/             |
| Rēsh      |           | ר           | ܪ           | /r/             |
| Shin      |           | ש           | ܫ           | /ʃ/             |
| Tau       |           | ת           | ܬ           | /t/, /θ/        |

## 음운

### 홀소리
|          | 전설 | 후설 |
| -------- | ---- | ---- |
| 고모음   | i    | u    |
| 중고모음 | e    | o    |
| 중저모음 | ɛ    |      |
| 저모음   | a    |      |

### 닿소리
|        |          | 입술소리 | 치음 | 치경음 | 치경음 | 후치경음 /경구개음 | 연구개음 | 구개수음 /인두음 | 성문음 |
| 평음   | 인두음화 | 입술소리 | 치음 |        |        | 후치경음 /경구개음 | 연구개음 | 구개수음 /인두음 | 성문음 |
| ------ | -------- | -------- | ---- | ------ | ------ | ------------------ | -------- | ---------------- | ------ |
| 비음   | 비음     | m        |      | n      |        |                    |          |                  |        |
| 파열음 | 무성음   | p        |      | t      | tˤ     |                    | k        | q                | ʔ      |
| 파열음 | 유성음   | b        |      | d      |        |                    | ɡ        |                  |        |
| 마찰음 | 무성음   | f        | θ    | s      | sˤ     | ʃ                  | x        | ħ                | h      |
| 마찰음 | 유성음   | v        | ð    | z      |        |                    | ɣ        | ʕ                |        |
| 유음   | 설측음   |          |      | l      |        |                    |          |                  |        |
| 유음   | 전동음   |          |      | r      |        |                    |          |                  |        |
| 반모음 | 반모음   |          |      |        |        | j                  | w        |                  |        |

## 같이 보기
- 예수의 언어
- 십자가 위 예수의 말
- 아시리아인
- 만다야교
- 신아람어
- 성서 아람어